# Siegfried Wentz
Pour les articles homonymes, voir Wentz.
Siegfried Wentz (né le 5 mars 1960 à Röthenbach bei Sankt Wolfgang est un athlète allemand spécialiste du décathlon.

## Carrière
Représentant la République démocratique allemande, il s'illustre durant la saison 1983 en se classant troisième du concours du décathlon des Championnats du monde d'Helsinki, derrière le Britannique Daley Thompson et son compatriote Jürgen Hingsen. il établit cette même année la meilleure performance de sa carrière lors d'un décathlon en totalisant 8 762 points à Filderstadt. 
Lors des Jeux olympiques de 1984, et des Championnats d'Europe de 1986, Siegfried Wentz remporte deux médailles de bronze, devancé une nouvelle fois par Daley Thompson et Jürgen Hingsen. Vainqueur des Universiade d'été en 1987, il monte sur la deuxième marche du podium des Championnats du monde de Rome, se classant derrière son compatriote Torsten Voss.

## Records
- Décathlon : 8 762 points (Filderstadt, 05/06/1983)
- Heptathlon : 6 163 points (Dortmund, 15/02/1986)

## Palmarès
| Date | Compétition           | Lieu        | Résultat | Points |
| ---- | --------------------- | ----------- | -------- | ------ |
| 1983 | Championnats du monde | Helsinki    | 3e       | 8 478  |
| 1984 | Jeux olympiques       | Los Angeles | 3e       | 8 412  |
| 1986 | Championnats d'Europe | Stuttgart   | 3e       | 8 676  |
| 1987 | Universiade           | Zagreb      | 1er      |        |
| 1987 | Championnats du monde | Rome        | 2e       | 8 461  |
| 1990 | Championnats d'Europe | Split       | 12e      | 7 810  |